# Sohnreyia terminalioides
Sohnreyia terminalioides är en vinruteväxtart som först beskrevs av Alwyn Howard Gentry, och fick sitt nu gällande namn av Appelhans & Kessler. Sohnreyia terminalioides ingår i släktet Sohnreyia och familjen vinruteväxter. Inga underarter finns listade i Catalogue of Life.